# Norracana pantaena
Norracana pantaena är en fjärilsart som beskrevs av William Schaus 1928. Norracana pantaena ingår i släktet Norracana och familjen tandspinnare. Inga underarter finns listade i Catalogue of Life.